# Орден Заслуг Мадагаскара
Орден Заслуг Мадагаскара (фр. Ordre du Mérite de Madagascar) — государственная награда Республики Мадагаскар. До 1960 года — региональная награда французской колониальной администрации.

## История

### Колониальный период
14 мая 1901 года главнокомандующий оккупационным корпусом и генерал-губернатор Мадагаскара и зависимых территорий Жозеф Гальени для поощрения местных жителей учредил награду — орден Заслуг. Новая награда не имела официального статуса колониального ордена, оставаясь региональной наградой и не могла быть присуждена вне пределов протектората.
В дальнейшем награда трижды меняла названия: орден Туземных заслуг (фр. ordre du Mérite indigène, около 1918 года), орден Малагасийских заслуг (фр. ordre du Mérite malgache, около 1923 года), и, наконец, орден Заслуг Мадагаскара (около 1952 года).
Орден имел три степени и предназначался для вознаграждения местных уроженцев, отличившихся заслугами перед французской администрацией, а также в сельскохозяйственном труде, в торговле, промышленной и прочих общественно-полезных сферах деятельности. Награждение орденом происходило ежегодно 1 января, кроме награждений по исключительным случаям. Награждения производились генерал-губернатором по представлениям от руководителей администраций, служб и провинций, одобренным административным советом.
Награждение производилось последовательно от младшей степени к старшей. Получить старшую степень можно было не ранее, чем через 5 лет после получения младшей степени.
Было установлено ограничение на одновременное число состоящих в ордене кавалеров:
1-й степени — 10 человек,
2-й степени — 100 человек,
3-й степени — 500 человек.
В дальнейшем это число неоднократно увеличивалось, под предлогом экономического развития колонии и увеличения числа лиц из местных уроженцев, достойных награды. В 1916 году установлено: 15, 100 и 600 человек; в 1918 году — 20, 125 и 700 человек; в 1919 году — 20, 125 и 850 человек; в 1920 году — 20, 155 и 850 человек; и в 1930 году — 40, 200 и 1000 человек соответственно.
В 1923 году было введено новое ограничение: представлены к награде могут быть лица, не моложе 35 лет от роду и имеющие не менее 12 патентов на другие почести (введённые в 1922 году), а служащие — не менее 15 лет служебного стажа. В 1946 году это ограничение было еще более ужесточено — 40 лет от роду и 20 лет трудовой деятельности или 20 лет служебного стажа (в том числе военного), при этом должны предоставляться метрики и выписки из досье криминального учёта.
Также в 1946 году введено посмертное награждение военнослужащих, погибших при свершении подвигов мужества и самоотверженности. Такие награждения не учитывались в ограниченное число кавалеров ордена.
В 1952 году положение о награде было пересмотрено. К ордену теперь мог быть представлен любой человек, не обязательно местный уроженец, отличившийся в своей трудовой или служебной деятельности, проживающий на Мадагаскаре и зависимых территориях не менее 5 лет и удовлетворяющий требованиям, утверждённым в 1946 году. Также было отменено ограничение общего числа кавалеров, состоящих в ордене и введена ежегодная квота награждений:
1-й степенью — 5 человек,
2-й степенью — 20 человек,
3-й степенью — 80 человек.

### Период независимости
После обретения независимости и провозглашения Малагасийской Республики колониальная награда прекратила своё существование, а 3 мая 1960 года был учреждён новый орден Заслуг Мадагаскара, причём от старого ордена был взят внешний вид знаков ордена и его лента.
В 1996 году орден реорганизован и утверждено новое положение о награде.
Орден предназначен для вознаграждения лиц, отличившихся заслугами в административной, политической, экономической, общественной и культурной деятельности на пользу республике, а также лиц, совершивших подвиги мужества и самоотверженности во время трагических событий.
Награждения производятся ежегодно, 26 июня, президентом республики по представлениям руководителей центральных учреждений, министерств, регионов и департаментов.
Требования к награждаемым остались те же, что и при французской администрации: 40 лет от роду, 20 лет трудовой деятельности или 20 лет служебного стажа (в том числе военного), для иностранцев — не менее 5 лет проживания на территории Мадагаскара. Награждение старшей степенью ордена может быть произведено не ранее 5 лет после получения младшей степени.
Члены Совета Национального ордена Мадагаскара, в виде исключения, могут быть пожалованы командорской степенью ордена Заслуг, минуя младшие степени.
Командоры ордена Заслуг при выходе на пенсию пользуются правом на 5-процентную надбавку к пенсии.

## Степени
Орден имеет три степени:
- 1-я степень или командор — знак на ленте, носимый на шее (изначально — на груди);
- 2-я степень или офицер — знак на ленте с розеткой, носимый на левой стороне груди;
- 3-я степень или кавалер — знак на ленте, носимый на левой стороне груди.

## Знаки ордена

### Колониальный период
Знак ордена — диск диаметром 35 мм. На лицевой стороне в центре изображение Марианны вправо, во фригийском колпаке и лавровом венке, окружённое надписью «REPVBLIQVE FRANÇAISE». На оборотной стороне в центре — надпись: изначально в семь строк «COLONIE DE MADAGASCAR — HONNEUR MÉRITE TRAVAIL», в дальнейшем изменённая на «MADAGASCAR»; надпись окружёна венком из лавровой и дубовой ветвей, связанных внизу лентой.
К верхней части диска крепится промежуточное звено в виде шести перекрещенных и перевязанных копий, над которыми — пучок колосьев и листьев. Знак с помощью кольца в верхней части промежуточного звена крепится к ленте ордена.
Знак 1-й степени — позолоченный, 2-й степени — посеребрённый, 3-й степени — бронзовый.
Автор эскиза знака — Луи-Оскар Роти (фр. Louis-Oscar Roty).
Лента ордена шёлковая муаровая из двух равновеликих полос — голубой и белой. Ширина ленты 37 мм. С 1916 года на ленту 1-й и 2-й степеней крепилась круглая розетка из той же ленты.

### Период независимости
После обретения независимости форма знака и цвета ленты были сохранены, с заменой изображений и надписей.
На лицевой стороне знака было помещено изображение официальной эмблемы Малагасийской Республики (голова быка, окружённая по бокам двумя колосьями пшеницы и обременённая меж рогов пальмой с семью ветвями), окружённое надписью «REPOBLIKA MALAGASY». На обороте — надпись в 3 строки «FAHAFAHANA TANINDRAZANA FANDROSOANA» («Свобода, Отечество, Развитие»), под которой перекрещенные стебель кукурузы с початком и кофейная ветвь с тремя листами.
Знак 1-й степени постановлено носить на шее на ленте той же ширины.
После изменения политического курса и смены в 1975 году государственных символов страны были изменены и изображения на знаке ордена: на лицевой стороне помещена новая эмблема республики, на оборотной — надпись в четыре строки «TANINDRAZANA TOLOM PIAVOTANA FAHAFAHANA» («Отечество, Революция, Свобода»).
В 1996 году изображения на знаке вновь изменены, в соответствие с новой эмблемой Мадагаскара. На лицевую сторону помещена новая эмблема Республики Мадагаскар, на оборотную — надпись в три строки «TANINDRAZANA FAHAFAHANA FANDROSOANA» («Отечество, Свобода, Развитие»). Размер диска уменьшен до 33 мм, также изменён вид промежуточного звена — на многоугольник, на котором изображены пять листьев.
Эмблемы, помещавшиеся на знаке ордена